# Wissenschaftsmagazin (Radio SRF)
Das Wissenschaftsmagazin ist eine Schweizer Radiosendung, die seit 2007 auf Radio SRF 2 Kultur und SRF 4 News ausgestrahlt wird. Die Sendung berichtet wöchentlich über Forscher und ihre neuesten Erkenntnisse.

## Geschichte
Das wöchentliche Wissenschaftsmagazin wurde am 17. März 2007 erstmals auf Radio DRS 2 ausgestrahlt. Ergänzend zur Sendung gab es zunächst einen Weblog. Die Sendung hiess zunächst Wissenschaft DRS 2 und wurde von fünf Wissenschaftsredaktoren gestaltet. Zu den ersten Moderatoren zählten Katharina Bochsler und Christian Heuss. Ab 2013 wurde die Wissenschaftsredaktion von Thomas Häusler geleitet. Im Zuge des Rebrandings von Radio SRF erhielt das Magazin seinen heutigen Namen Wissenschaftsmagazin SRF. 2014 würdigte der Publikumsrat der SRG die Sendung als «Leuchtturm der Wissenschaftsberichterstattung».
2025 gab die SRF-Leitung bekannt, das Wissenschaftsmagazin 2026 einstellen zu wollen. Als Begründung führte sie unter anderem an, dass laut einer Befragung das Publikum kürzere Beiträge bevorzuge und sich auf SRF 2 Kultur stärker für klassische Kulturthemen interessiere. Das Wissenschaftsmagazin machte daraufhin publik, dass dieser Entscheid auf einer Umfrage mit lediglich 20 Teilnehmenden basierte.
Die Ankündigung der Einstellung löste breite Kritik aus, insbesondere aus der Wissenschaft. In einem offenen Brief warnten Erstunterzeichnende wie die Astrophysikerin Kathrin Altwegg und der Klimaforscher Reto Knutti, eine Schwächung des Wissenschaftsjournalismus könnte die Verbreitung von Falschinformationen begünstigen und die gesellschaftliche Polarisierung verstärken. Auch innerhalb von SRF gab es Proteste. Beiträge von Mitarbeitenden, die sich kritisch äusserten, wurden jedoch nach Intervention von Vorgesetzten gelöscht – ein Vorgehen, das medial grosse Aufmerksamkeit erregte. Die SRG Region Basel bedauert diesen Leistungsabbau bei Kultur und Wissenschaft. Petitionen von zwei Radiohörern sowie von Wissenschaftlern wurden innerhalb der ersten sieben Tagen von rund 20'000 Personen unterzeichnet.